# ای‌اس۵ کوریر
ای‌اس۵ کوریر (به انگلیسی: Airspeed_Courier) یک هواگرد ملخ‌پیشین تک‌موتوره ساخت شرکت Airspeed است. هواگرد ای‌اس۵ کوریر نخستین پروازش را در ۱۰ آوریل ۱۹۳۳ میلادی انجام داد. در مجموع، تعداد ۱۶ فروند از این هواگرد ساخته شده‌است.
طراح این هواگرد، A. H. Tiltman بود.